# Zodariellum cirrisulcatum
Zodariellum cirrisulcatum är en spindelart som först beskrevs av Denis 1952.  Zodariellum cirrisulcatum ingår i släktet Zodariellum och familjen Zodariidae.
Artens utbredningsområde är Mauretanien. Utöver nominatformen finns också underarten Z. c. longispina.